# مهدي محقق
مهدي محقق (و. 1930 م) هو أديب ومحقق، من أهل إيران.
شغل منصب أستاذ الأدب والفلسفة وعلم الدين الفارسي بجامعات طهران ولندن وميجل.

## آثاره
من منشوراته:
- «رازي فيلسوف ري»، طهران: 1970 م.
- «مفتاح الطب ومنهاج الطلاب» لابن هندو، طهران: 1989 م.